# Marketing virtual
O marketing virtual pode ser definido como um conjunto de estratégias e ações utilizando ferramentas de tecnologia, (a maioria através de sistemas informáticos e internet), tendo como objetivo uma maior eficácia na busca de novos caminhos para comunicar com o público.
Sensivelmente a partir de 1995, a internet tornava-se um novo meio de comunicação, ganhando força e evoluindo dia a dia cada vez mais. Características como acesso livre à informação e ferramentas de interação (e-mail), tornavam a internet capaz de evoluir sem limites e tabus.
Ao perceber essa nova tendência, meios de comunicação, empresas, instituições, agências de publicidade, profissionais autônomos e outros, invadiram a internet e marcaram a sua presença.
A necessidade de criar novos elementos gráficos e conteúdo para evoluir e inovar essa mesma presença (“websites”, “webpages”, e etc), contribuiu para o crescimento, nascia assim o marketing virtual.
Enquanto as agências de publicidade e marketing procuravam entender, definir e traçar novas estratégias para esse novo “movimento global”, explorando cada vez mais este potencial, a internet ganha cada vez mais espaço.
O marketing virtual explora tudo o que existe de mais inovador para atingir seu público na internet.
Estão também inseridos no marketing virtual, cinco fortes tendências:
- Interação
- Relacionamento
- Mobilidade
- agilidade
- tecnologia

Com o desenvolvimento tecnológico de novos dispositivos, e o acesso e popularização da telefonia celular, um novo e forte conceito está cada vez presente, a mobilidade. Nasce assim o que podemos chamar de "o próximo capítulo" ou o próximo mau-caminho, "Mobile Marketing", Marketing de Mobilidade, que utiliza serviços telecomunicações como o SMS, MMS e outros (muito comuns na tecnologia de telefonia celular) e presente nos seus principais veículos tecnológicos, os dispositivos móveis.